# Kålsö naturreservat
Kålsö naturreservat är ett naturreservat i Södertälje kommun i Stockholms län. Direkt norr om reservatet ligger Slessbergets naturreservat och söder om reservatet ansluter Eriksö naturreservat.

## Beskrivning
Kålsö naturreservat är även ett Natura 2000-område tack vare förekomsten av mossarten grön sköldmossa, dystrofa sjöar och småvatten, klippvegetation på silikatrika bergssluttningar, västlig taiga, skogbevuxen myr, samt öppna svagt välvda mossar, fattiga och intermediära kärr och gungflyn. 
Reservatet bildades 1992 och omfattar en area om knappt 205 hektar, varav knappt 50 ha vatten i Kålsöfjärden inklusive öarna Skaten och Runnskär. I söder skiljer ett sund Kålsö från Eriksö naturreservat. Inom reservatets gränser ligger halvön Kålsö, som gav reservatet sitt namn och som är en del av ön Mörkö. På Kålsö kan man finna ädellövskog och betade strandängar. Inom reservatet finns stora bestånd av ek vilket fört med sig att vildsvin söker sig hit och bökar om marken. Bortsett från en bruksväg saknas vandringsleder. På västra sidan har man en fin utsikt över Kålsöfjärden. Här finns grillplatser och badmöjlighet.

## Syftet med reservatet
Enligt kommunen är syftet med reservatet "att bevara löv- och ädellövskogen samt hagmarker och strandängar med en rik och ovanlig flora och fauna".

## Bilder

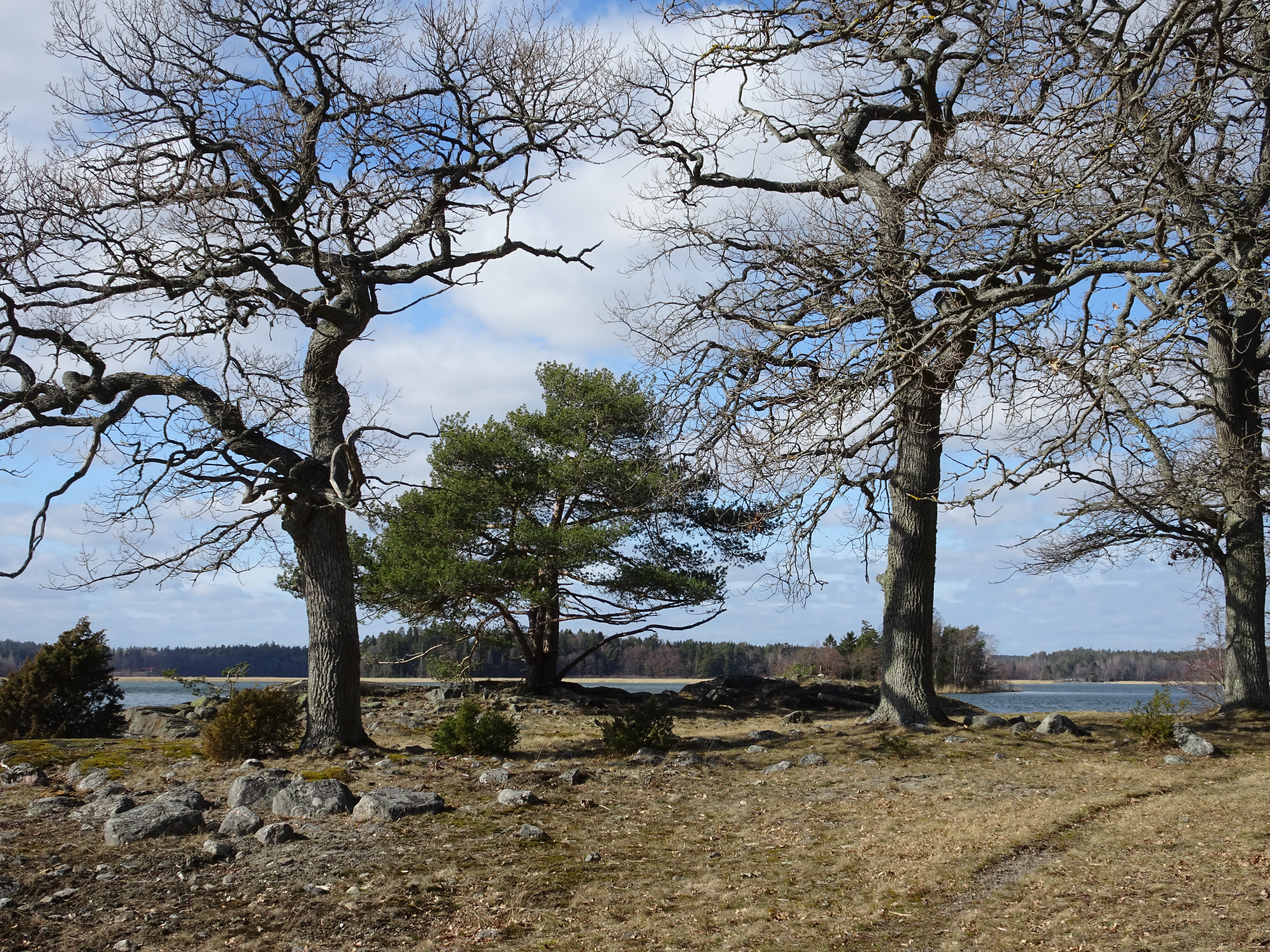
Naturen vid Kålsöfjärden
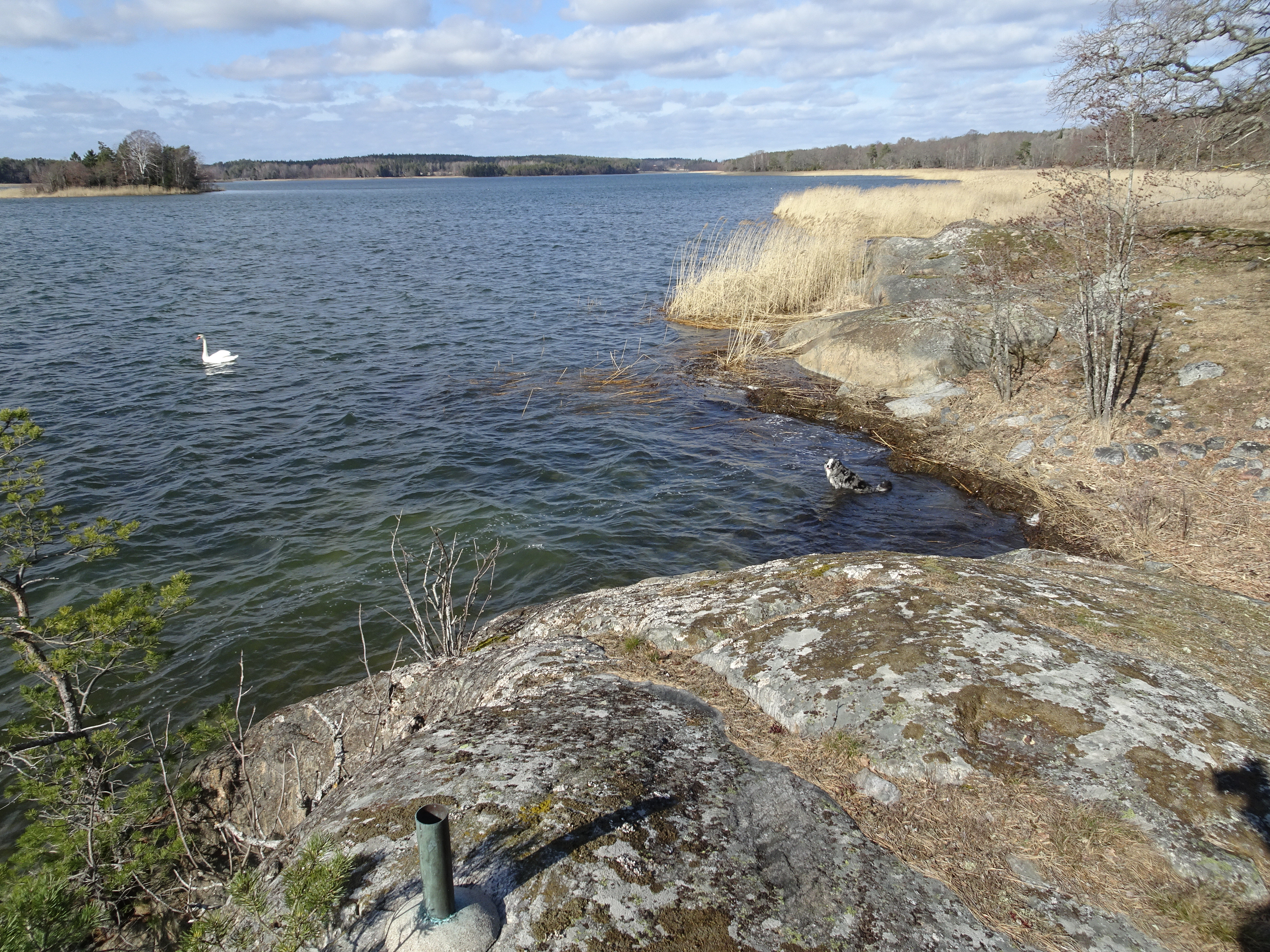
Vy över Kålsöfjärden mot norr
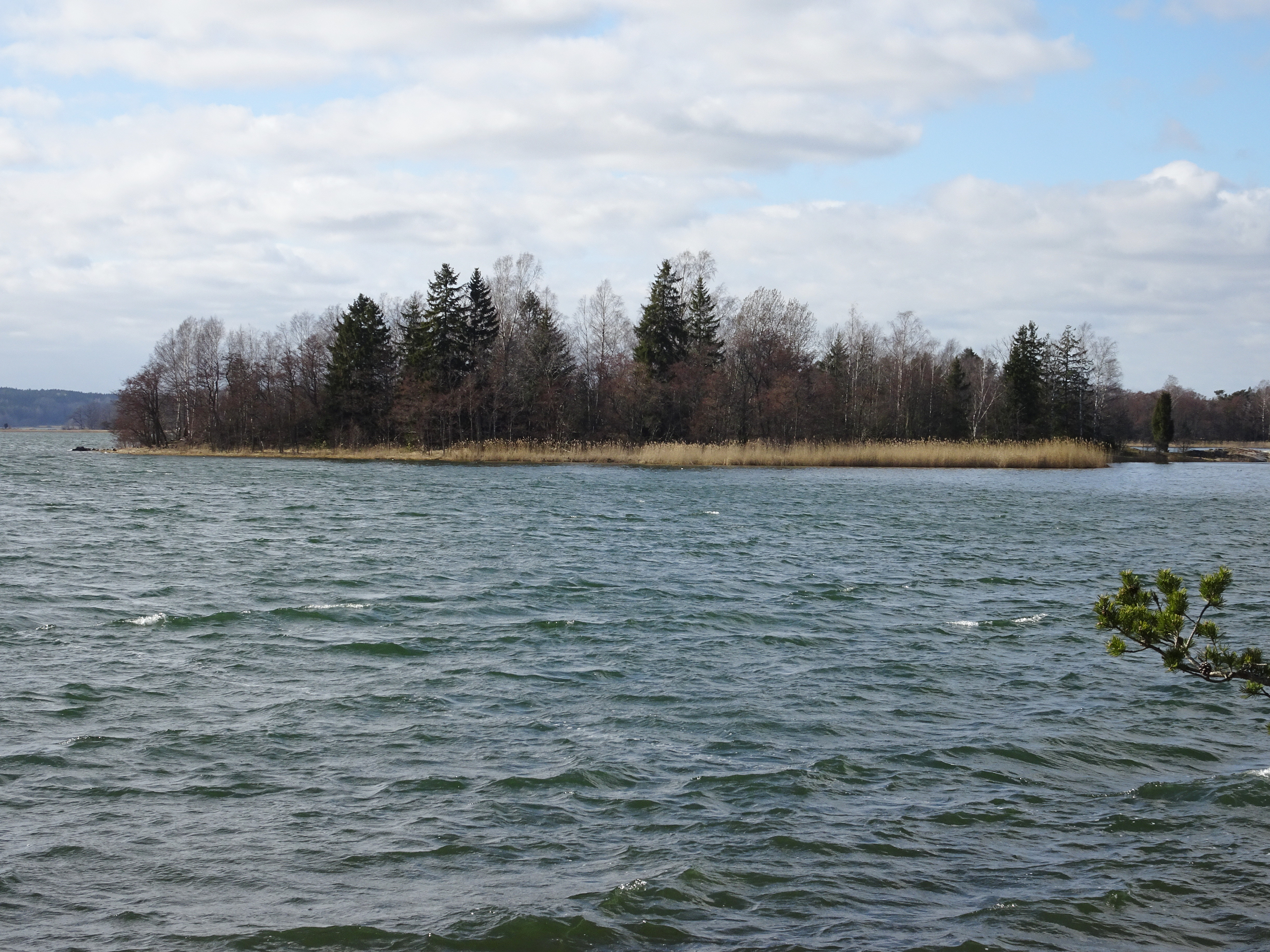
Ön Runnskär ingår i reservatet
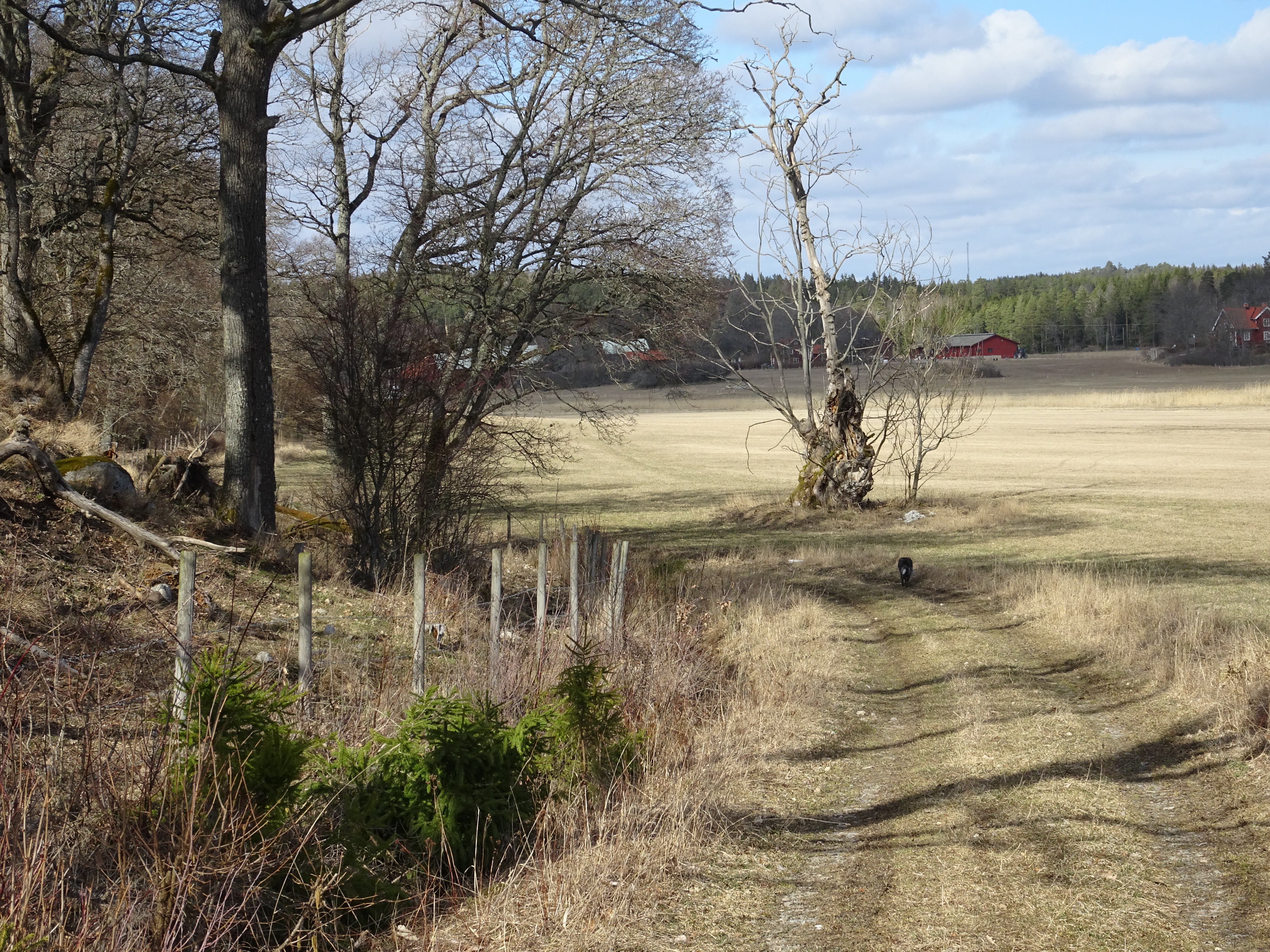
Bruksvägen inom reservatet

## Karta
- Kålsö naturreserva: naturkarta.